# Salaminia
Salaminia is een geslacht van kevers uit de familie bladkevers (Chrysomelidae).
De wetenschappelijke naam van het geslacht werd in 1898 gepubliceerd door Karl Maria Heller.

## Soorten
- Salaminia concinna (Baly, 1879)
- Salaminia haroldi (Chapuis, 1875)